# Poliopastea eacus
Poliopastea eacus är en fjärilsart som beskrevs av Pieter Cramer 1782. Poliopastea eacus ingår i släktet Poliopastea och familjen björnspinnare. Inga underarter finns listade i Catalogue of Life.